# رأس الرجاء الصالح

خارطة لرأس الرجاء الصالح عام 1888 م

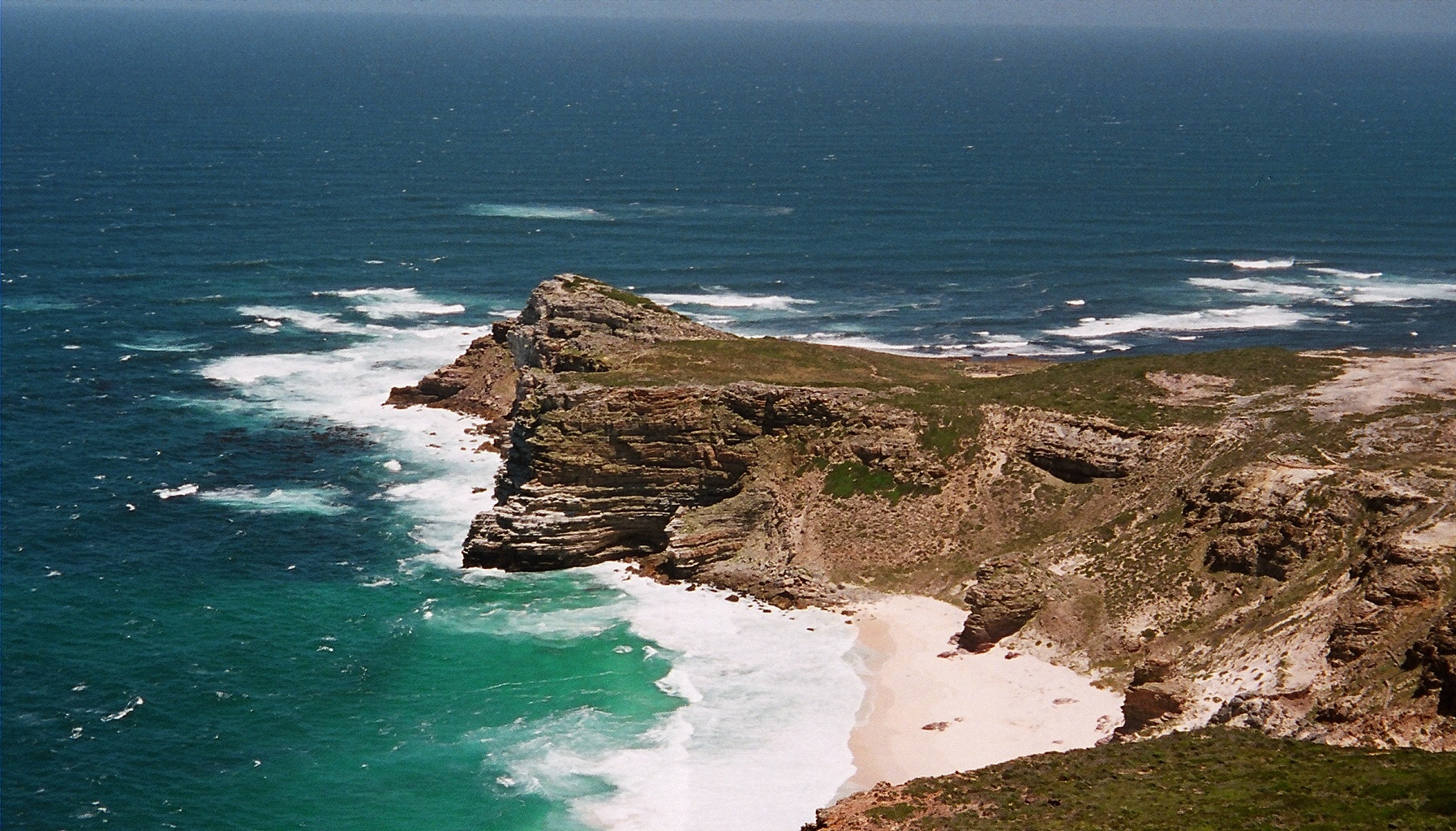
صورة لرأس الرجاء الصالح

رأس الرجاء الصالح هو رأس صخري يقع على الساحل الأطلسي لشبه جزيرة كيب في جنوب إفريقيا.
من المفاهيم الخاطئة الشائعة أن رأس الرجاء الصالح هو الطرف الجنوبي لأفريقيا، ويرجع ذلك في المقام الأول إلى أنه كان يُعتقد في السابق أنه يمثل الحد الفاصل بين المحيطين الأطلسي والهندي، في الواقع، أقصى نقطة في جنوب إفريقيا هي رأس أقولاس على بعد حوالي 150 كيلومترًا (90 ميلًا) إلى الشرق والجنوب الشرقي. وتلتقي تيارات المحيطين عند النقطة التي يلتقي فيها تيار أجولهاس ذو الماء الدافئ مع تيار بنغويلا ذو الماء البارد. تتقلب نقطة الالتقاء المحيطية هذه بين رأس أقولاس ورأس بوينت [الإنجليزية] (حوالي 1.2 كيلومتر (0.75 ميل) شرق رأس الرجاء الصالح.
عند تتبع الساحل الأفريقي من الجانب الغربي لخط الاستواء، فإن رأس الرجاء الصالح يشير إلى النقطة التي يتحول فيها مسار السفينة من الجنوب في الغالب إلى الشرق. لذلك، حقق المستكشف البرتغالي بارتولوميو دياز إنجازًا بالغ الأهمية في عام 1487 عندما أصبح أول ملاح حديث يبحر حول الرأس. كان هذا الحدث بمثابة علامة فارقة في جهود البرتغال لإقامة روابط تجارية مباشرة مع الشرق الأقصى (على الرغم من أن هيرودوت ذكر أن الفينيقيين قبل سبقوا دياز في الإبحار حول الرأس). أطلق دياز في البداية على الرأس اسم "Cabo das Tormentas" والذي يعني (رأس العواصف) وهو الاسم الأصلي له قبل أن يتغير إلى رأس الرجاء الصالح.

## جغرافيا
يقع رأس الرجاء الصالح جنوب غرب دولة جنوب إفريقيا، وهو يبعد 140 كم عن مدينة كيب تاون و 2.3 كم عن كيب بوينت. يمتلك رأس الرجاء الصالح وكيب بوينت مشاهد طبيعية خلابة. تقع كيب تاون على بعد حوالي 50 كيلومترًا إلى الشمال من كيب، في خليج تابل في الطرف الشمالي من شبه الجزيرة، التي تشكل الحدود الغربية لخليج فالس.
من الناحية الجيولوجية، تشكل الصخور الموجودة في الرأسين، وفي الواقع فوق معظم شبه الجزيرة، جزءًا من مجموعة كيب سوبر، وتتكون من نفس النوع من الأحجار الرملية مثل جبل تيبل نفسه. يقدم كل من رأس الرجاء الصالح وكيب بوينت مناظر خلابة؛ الجزء الجنوبي من شبه جزيرة كيب بأكمله عبارة عن حديقة وطنية برية وعرة وذات مناظر خلابة وغير ملوثة بشكل عام. تم استخدام مصطلح كيب أيضًا بمعنى أوسع، للإشارة إلى منطقة المستعمرة الأوروبية المتمركزة في كيب تاون، والمقاطعة اللاحقة في جنوب إفريقيا. منذ عام 1994، قُسِّمت إلى ثلاث مقاطعات أصغر: الكیب الغربية، الكیب الشرقية، الكیب الشمالية؛ كما تم استيعاب أجزاء من المقاطعة في الشمال الغربي.

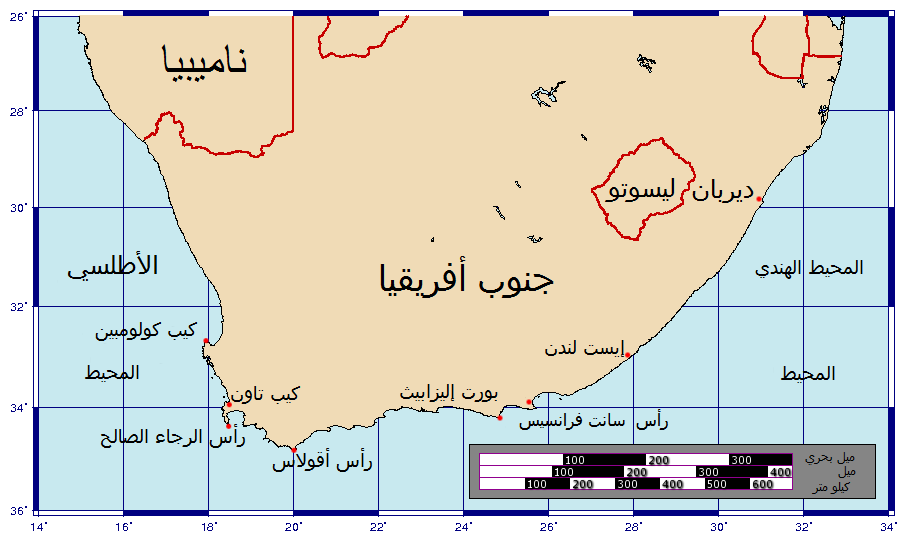
خارطة توضح موقع رأس الرجاء الصالح ورأس أقولاس

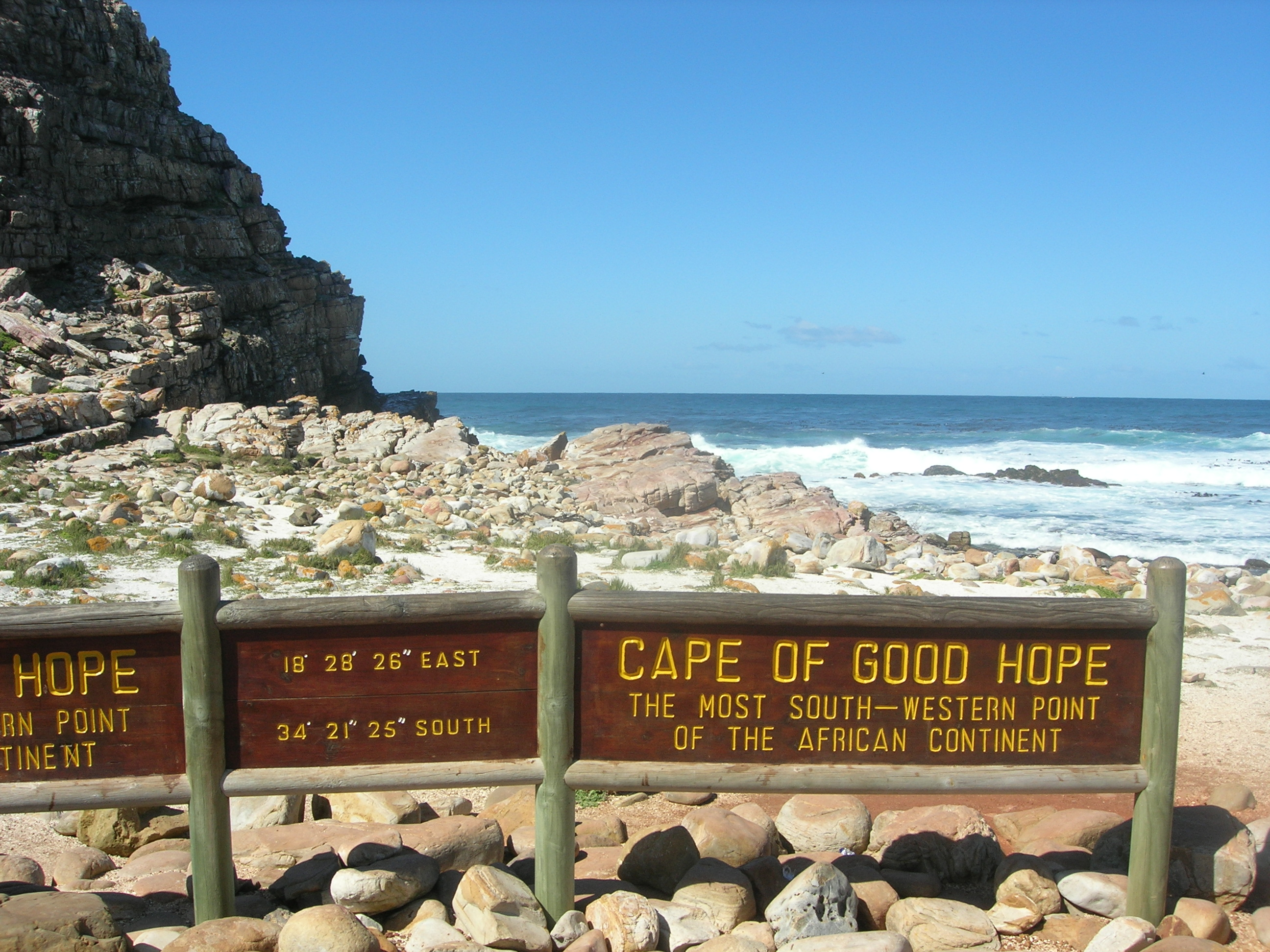
رأس الرجاء الصالح أو رأس العوصف كما أسماه دياز

## تاريخ
رأس الرجاء الصالح معبر معروف لدى الكثير من البحارة العرب والصينيين والهنود[بحاجة لمصدر]، ولكن أول من سمى الرأس ووصف جغرافيته كان المستكشف البرتغالي بارثولوميو دياز في الخامس من يونيو / حزيران من عام 1488. وسمى هذا الرأس برأس العواصف لكثرة العواصف التي واجهته هناك. والذي أطلق اسم رأس الرجاء الصالح هو ملك البرتغال جون الثاني  وذلك للتعبير عن ابتهاجه باكتشاف طريق بحري إلى الهند يغني أوروبا عن سلوك طريق القوافل البرية المعرض للخطر.
اكتشاف هذا الطريق من أهم أسباب انهيار الدولة المملوكية لأنه حول حركة التجارة العالمية إليه بدلاً من مرورها بدول القلب مما سمي العالم القديم.
وقد ساعد الرحالة العربي المسلم ابن ماجد فاسكو دي غاما في مسيره حتى بلوغ هذا الرأس وتجاوزه، وأمده بالخرائط التي وضعها المستكشفون والرحالة والعلماء المسلمين من أيام الفتوحات الإسلامية.

## النباتات
يعد رأس الرجاء الصالح جزءًا لا يتجزأ من مملكة كيب للزهور، وهي أصغر ممالك الأزهار الست في العالم ولكنها أغناها. يضم هذه الكنز 1100 نوع من النباتات المحلية، عدد منها مستوطن (لا يوجد بشكل طبيعي في أي مكان آخر على وجه الأرض). النوع الرئيسي من نباتات الفينبوس ("شجيرة ناعمة") السائد في رأس الرجاء الصالح هو Peninsula Sandstone Fynbos، وهو نوع من النباتات المهددة بالانقراض والمستوطن في شبه جزيرة كيب. تنمو نباتات Hangklip Sand Fynbos على الرمال القلوية المنخفضة، ويمكن العثور على بقع صغيرة من نباتات Cape Flats Dune Strandveld بجوار البحر مباشرةً.
تشتمل نباتات الفينبوس المميزة على البروطيا والخلنج والحمليل. تنتمي بعض الأنواع الأكثر لفتًا للانتباه والمعروفة إلى عائلة البروطية، والتي يوجد منها ما يصل إلى 24 نوعًا. وتشمل هذه بروطيا خرشوفية، والبروطيا، وtree pincushion، وشجيرة المخروط الذهبي.

علاوة على ذلك، فإن رأس الرجاء الصالح هو موطن العديد من النباتات البستانية الشهيرة، مثل اللقلقي، وفريزة، والنجمية، والزنبق، والسوسن، والتي ترجع أصولها جميعًا إلى التنوع البيولوجي الغني لمنطقة الفينبوس الحيوية.

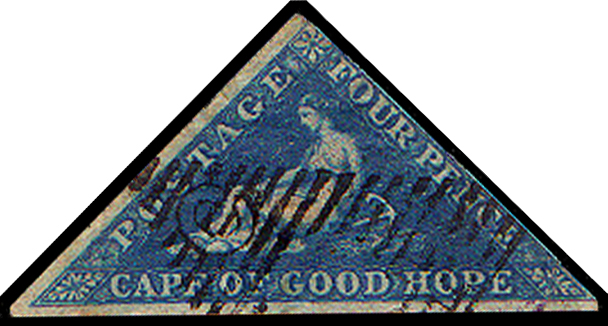
طابع بريدي من رأس الرجاء الصالح يعود لعام 1855

## أعلام
- هنري إليوت
- كريستيان هندريك برسون
- بارتولوميو دياز

## وصلات خارجية
- رأس الرجاء الصالح